# 深谷圭佑
深谷 圭佑（ふかや けいすけ、1998年6月20日 - ）は、愛知県出身の元プロサッカー選手、YouTuber。ポジションはゴールキーパー。

## 来歴
帝京長岡高等学校では、3年時に全国高等学校サッカー選手権大会に出場し、大会優秀選手に選ばれた。高校卒業後は立正大学に進学し、在学中には自身のYouTubeチャンネル「KSK ch けーすけチャンネル」を開設した。
2021年1月、神奈川県社会人サッカーリーグ1部の「品川CC横浜」に加入したが、7月に退団。その後、KONAMIが運営するインフルエンサーサッカーチーム「WINNER'S」に加入し、二試合に出場。同年9月、「サガン鳥栖」への加入が内定したため、チームを退団した。
2022年11月、シーズン終了をもって契約満了を迎え、「サガン鳥栖」を退団。契約期間中に、公式戦の舞台に立つことはなかった。
同年11月28日、カンセキスタジアムとちぎで行われたJリーグ合同トライアウトに参加し、現役続行への道を模索したが、Jクラブからのオファーはなく、プロ選手としての活動に区切りをつけた。
2023年1月、「WINNER'S」再加入に向けて、トライアウトに参加し、合格。インフルエンサーとして新たな形でサッカー界を盛り上げるべく、様々な活動を開始した。
7月、愛知県社会人サッカー東三河地区リーグに所属する「SC豊橋アゼリア」に加入。キーパーとフィールダーの二刀流プレイヤーとして、新たな挑戦を始めた。
2024年5月、『キングス・ワールドカップ 2024』の日本代表チーム「MURASH FC」のメンバーに選出される。大会二試合目となった、ウクライナ代表「UA STEEL」との試合でチームの大会初勝利に貢献し、試合MVPを獲得した。

10月8日、プライベートで交際していた女性との結婚を発表。
12月、所属先の「SC豊橋アゼリア」が『地区チャンピオンズリーグ2024 愛知県社会人サッカーリーグ昇格決定戦』の決勝試合に勝利。自身も二刀流プレイヤーとして攻守に躍動し、前年度にあと一歩のところで届かなかった愛知県3部リーグへの初昇格に貢献した。
2025年1月、イタリアで開催された『キングス・ワールドカップ・ネーションズ 2025』の日本代表メンバーに再選出。初戦では、開催国であるイタリアの代表チームに勝利を収めたものの、決勝トーナメント進出がかかった敗者復活戦でモロッコ代表チームに敗退した。
2月、活動拠点を福岡県に移すため、所属していた「SC豊橋アゼリア」を退団した。移転後の翌3月に、福岡県社会人1部リーグの「パスチャライズ福岡」に加入。
5月3日 - 5日、ソサイチの全国大会『F7SL CHAMPIONS CUP 2024』が開催され、前年の『ソサイチ北海道リーグ』を制した、元Jリーガーの那須大亮や鄭大世らを擁する「J LEGENDZ」の一員として出場。結果は予選敗退となったが、大会初戦ではマッチMVPを獲得し、全3試合通して終始劣勢を強いられる状況下で最後まで好セーブを見せ続け観客を魅了した。
大会後はチームの解散に伴い、ソサイチ九州リーグNOUTH2部Aの「FUKUOKA CITY24」に移籍。
5月18日、6月1日よりフランス・パリにて開催される『キングス・ワールドカップ・クラブ 2025』に出場する「MURASH FC」のメンバーに再選出し、全試合フル出場するも、開幕戦のフランス代表「F2R」と2戦目のアメリカ代表「Junxzi」に連敗し予選敗退。
6月27日、8月にブラジルで開催されるソサイチの世界大会「FOOTBALL 7 WORLD CHAMPIONSHIP 2025」の日本代表メンバーに選出。

## 所属クラブ
- 豊川サッカースクール
- FC豊橋リトルJセレソン
- FC豊橋デューミラン
- 帝京長岡高等学校
- 立正大学
- 2021年 - 同年7月  品川CC横浜
- 2022年 - 同年11月   サガン鳥栖
- 2023年 - 2025年2月   SC豊橋アゼリア
- 2025年3月 -   パスチャライズ福岡

## 個人成績
| 国内大会個人成績 | 国内大会個人成績 | 国内大会個人成績 | 国内大会個人成績 | 国内大会個人成績             | 国内大会個人成績 | 国内大会個人成績 | 国内大会個人成績 | 国内大会個人成績 | 国内大会個人成績 | 国内大会個人成績 | 国内大会個人成績 |
| 年度             | クラブ           | 背番号           | リーグ           | リーグ戦                     | リーグ戦         | リーグ杯         | リーグ杯         | オープン杯       | オープン杯       | 期間通算         | 期間通算         |
| 年度             | クラブ           | 背番号           | リーグ           | 出場                         | 得点             | 出場             | 得点             | 出場             | 得点             | 出場             | 得点             |
| 日本             | 日本             | 日本             | 日本             | リーグ戦                     | リーグ戦         | リーグ杯         | リーグ杯         | 天皇杯           | 天皇杯           | 期間通算         | 期間通算         |
| ---------------- | ---------------- | ---------------- | ---------------- | ---------------------------- | ---------------- | ---------------- | ---------------- | ---------------- | ---------------- | ---------------- | ---------------- |
| 2021             | 品川             | 58               | 神奈川県1部      |                              |                  |                  |                  |                  |                  |                  |                  |
| 2022             | 鳥栖             | 12               | J1               | 0                            | 0                | 0                | 0                | 0                | 0                | 0                | 0                |
| 2023             | 豊橋             | 41               | 東三河           |                              |                  |                  |                  |                  |                  |                  |                  |
| 2024             | 豊橋             | 1                | 東三河           |                              |                  |                  |                  |                  |                  |                  |                  |
| 2025             | P福岡            | 1                | 福岡県1部        |                              |                  |                  |                  |                  |                  |                  |                  |
| 通算             | 日本             | 日本             | J1               | 0                            | 0                | 0                | 0                | 0                | 0                | 0                | 0                |
| 通算             | 日本             | 日本             | 神奈川県1部      | \|\|\|\|\|\|\|\|\|\|\|\|\|\| |                  |                  |                  |                  |                  |                  |                  |
| 通算             | 日本             | 日本             | 東三河           | \|\|\|\|\|\|\|\|\|\|\|\|\|\| |                  |                  |                  |                  |                  |                  |                  |
| 通算             | 日本             | 日本             | 福岡県1部        | \|\|\|\|\|\|\|\|\|\|\|\|\|\| |                  |                  |                  |                  |                  |                  |                  |
| 総通算           | 総通算           | 総通算           | 総通算           | \|\|\|\|\|\|\|\|\|\|\|\|\|\| |                  |                  |                  |                  |                  |                  |                  |

## タイトル

### 個人
- 全国高等学校サッカー選手権大会・大会優秀選手（2016年）